# Wamba, Valladolid
Wamba là một khu tự quản trong comarca Montes Torozos, tỉnh Valladolid. Khu tự quản này giáp với Peñaflor de Hornija, Villanubla, Ciguñuela, Valladolid (với một khu đất nằm lọt), Castrodeza y Torrelobatón.
Khu tự quản này có diện tích 38,21 km2.